# Masakra w Gwozie
Masakra w Gwozie była atakiem terrorystycznym mającym miejsce 2 czerwca 2014 roku w lokalnym obszarze administracyjnym Gwoza w stanie Borno przy granicy nigeryjsko-kameruńskiej.

## Atak
Bojówkarze Boko Haram ubrani jak nigeryjscy żołnierze zabili co najmniej 200 cywilów w wioskach Goshe, Attagara, Agapalwa i Aganjara. Przywódca lokalnej społeczności będący świadkiem masakry powiedział, że mieszkańcy prosili wojsko o pomoc, ale nie dotarło na czas. Dopiero po kilku dniach ocalali dotarli do stolicy stanu Borno, Maiduguri, ponieważ drogi są niebezpieczne, połączenia telefoniczne są rzadkie lub nieistniejące, a rok wcześniej w stanie Borno wprowadzono stan wyjątkowy. Informacje o masakrze potwierdził zarówno Mohammed Ali Ndume, senator reprezentujący stan Borno, jak i wysoki funkcjonariusz bezpieczeństwa z Maiduguri, który nalegał na anonimowość. Niektóre wiarygodne źródła podają, że w masakrze zginęło od czterystu do pięciuset osób.
Niektórzy świadkowie informowali, że celem byli mężczyźni i chłopcy. Jeden ze świadków powiedział, że gdy niektórym mieszkańcom udało się uciec zostawali później napadnięci przez uzbrojonych bandytów na motocyklach, którzy polowali na mężczyzn i chłopców. Pozwalali odejść tylko kobietom i dzieciom. Inny świadek powiedział o przypadkach odbierania matkom niemowląt płci męskiej i rozstrzeliwaniu ich.
Kilka dni przed masakrą, 30 maja 2014 roku, Boko Haram zabiło emira Gwozy, Idrissę Timtę.